# Pastovce
Pastovce (hongrois : Ipolypásztó) est un village de Slovaquie situé dans la région de Nitra.

## Histoire
Première mention écrite du village en 1135.
La localité fut annexée par la Hongrie après le premier arbitrage de Vienne le 2 novembre 1938. En 1938, on comptait 1 064 habitants dont 16 d'origine juive. Elle faisait partie du district de Šahy (hongrois : Ipolysági járás). Le nom de la localité avant la Seconde Guerre mondiale était Pastovce/Pásztó. Durant la période 1938 - 1945, le nom hongrois Ipolypásztó était d'usage. À la libération, la commune a été réintégrée dans la Tchécoslovaquie reconstituée.

## Démographie

### Évolution de la population
| Année:               | 1994. | 2004.   | 2014.   | 2024.   |
| -------------------- | ----- | ------- | ------- | ------- |
| Nombre de personnes: | 561   | 544     | 503     | 479     |
| Différence:          |       | -3,03 % | -7,53 % | -4,77 % |

| Année:               | 2023. | 2024.   |
| -------------------- | ----- | ------- |
| Nombre de personnes: | 487   | 479     |
| Différence:          |       | -1,64 % |